# Lissotrachelus castaneus
Lissotrachelus castaneus är en insektsart som beskrevs av Brunner von Wattenwyl 1893. Lissotrachelus castaneus ingår i släktet Lissotrachelus och familjen syrsor. Inga underarter finns listade i Catalogue of Life.